# Чемпионат СССР по вольной борьбе 1955
11-й чемпионат СССР по вольной борьбе проходил в Минске с 5 по 8 декабря 1955 года. В соревнованиях участвовало 190 борцов.

## Медалисты
| Весовая категория | Золото                                    | Серебро                                | Бронза                                             |
| ----------------- | ----------------------------------------- | -------------------------------------- | -------------------------------------------------- |
| Наилегчайший вес  | Игорь Караваев «Динамо» (Москва)          | Георгий Саядов «Динамо» (Баку)         | Мириан Цалкаламанидзе «Трудовые Резервы» (Тбилиси) |
| Легчайший вес     | Сергей Кашкин «Калев» (Таллин)            | А. Ларцев «Авангард» (Горький)         | Юрий Замятин «Буревестник» (Ленинград)             |
| Полулёгкий вес    | Линар Салимулин «Динамо» (Киев)           | Арво Мыттус «Калев» (Таллин)           | Григол Джинчарадзе «Трудовые Резервы» (Тбилиси)    |
| Лёгкий вес        | Алимбег Бестаев Советская Армия (Москва)  | Ибрагимпаша Дадашев «Динамо» (Баку)    | Сергей Габараев «Динамо» (Тбилиси)                 |
| Полусредний вес   | Вахтанг Балавадзе «Буревестник» (Тбилиси) | Мухтар Дадашев «Динамо» (Баку)         | И. Шебанов «Спартак» (Тула)                        |
| Средний вес       | Эндель Саар «Спартак» (Таллин)            | Георгий Схиртладзе «Спартак» (Тбилиси) | Николай Комов «Спартак» (Киев)                     |
| Полутяжёлый вес   | Борис Кулаев «Спартак» (Орджоникидзе)     | Анатолий Албул «Спартак» (Ленинград)   | Шота Нижерадзе «Буревестник» (Минск)               |
| Тяжёлый вес       | Вальдек Тризберг Советская Армия (Таллин) | Иван Выхристюк «Динамо» (Киев)         | Валериан Батлидзе «Трудовые Резервы» (Тбилиси)     |